# Östersjön, Skåne
Östersjön är en sjö i Kristianstads kommun i Skåne och ingår i Skräbeåns huvudavrinningsområde. Sjön har en area på 0,114 kvadratkilometer och ligger 89,5 meter över havet.

## Delavrinningsområde
Östersjön ingår i det delavrinningsområde (624206-141214) som SMHI kallar för Utloppet av Immeln. Medelhöjden är 99 meter över havet och ytan är 93,37 kvadratkilometer. Räknas de 13 avrinningsområdena uppströms in blir den ackumulerade arean 275 kvadratkilometer. Avrinningsområdets utflöde Skräbeån (Alltidhultsån) mynnar i havet. Avrinningsområdet består mestadels av skog (64 %). Avrinningsområdet har 23,59 kvadratkilometer vattenytor vilket ger det en sjöprocent på 25,2 %. Bebyggelsen i området täcker en yta av 0,6 kvadratkilometer eller 1 % av avrinningsområdet.